# Pongolapoortdam
De Pongolapoortdam (vroeger ook wel bekend als Josinidam) is een dam gelegen in de rivier de Pongola in een kloof in het Lebombogebergte in KwaZoeloe-Natal (Zuid-Afrika). De dam is vooral aangelegd voor irrigatiedoeleinden op de Makatinivlakte onder de dam. De N2 loopt vlak langs de dam.